# The Battle of Polytopia
The Battle of Polytopia — Глобальная пошаговая стратегия в жанре 4X, разработанная шведской инди-студией Midjiwan AB. Игроки контролируют одно из 16 различных племён, каждое из которых имеет свой ландшафт и особенности. Игроку предстоит развивать свою империю и уничтожать соперников в полигональном квадратном мире игры. Игроки могут противостоять ботам или человеческим оппонентам, локально или онлайн. Игра была выпущена в феврале 2016 года для устройств с операционной системой iOS, а позже и на остальные платформы. Также игра анонсирована к выходу на Nintendo Switch, однако с неизвестной датой выхода.

## История
The Battle of Polytopia была выпущена на iOS 9 февраля 2016 году под названием Super Tribes. В июне 2016 название игры было сменено на The Battle of Polytopia из-за проблем с товарным знаком. Игра была выпущена на Android 1 декабря 2016 года. Онлайн мультиплеер был добавлен 15 февраля 2018 года. Компьютерная версия вышла в Steam 4 августа 2020 года для Windows, macOS и Linux. Игра была добавлена в качестве функции в машины Tesla 25 декабря 2020. CEO Tesla, Inc., Илон Маск, до этого выложил твит об этой игре.
В 2020 году была выпущена новая версия игры под названием Moonrise. Эта версия использует игровой движок Unity, тогда как прошлая версия использовала Adobe AIR. Moonrise было выпущено в Steam вместе с выходом игры на этой платформе в августе 2020 и на мобильных устройствах 23 ноября того же года.
29 сентября 2022 игра была анонсирована к выходу на Nintendo Switch.

## Игровой процесс
Основная задача игрока — развивать свою империю, которая состоит из множества городов. У каждого из них имеется население, которое можно повысить, строя различные здания, собирая ресурсы, а также находя руины. Повышая в городе население, игрок увеличивает его уровень. Чем выше уровень — тем больше будет приносить игровой валюты, звёзд, этот город. За эти самые звёзды можно обучать отряды и строить сооружения на своей территории.
Важную роль в игре играют технологии, которых в игре представлено 25. Изучая их за звёзды, игроку будет предоставляться новые возможности, такие как, например, возможность выхода в море или бонус к защите в горах. Технологии укомплектованы в специальное древо технологий, которое делится на пять веток.
В игре представлено 16 племён для игры, 12 из которых «человеческие», а остальные — особые. Каждое из них имеет свой ландшафт, стиль городов и отрядов, а также свои бонусы в начале игры. Особые племена отличаются тем, что у них есть особые юниты, а также видоизменённое древо технологий.
Строя здания, обучая отряды и исследуя карту игрок получает очки. Они используются в режиме «Совершенство», а также в таблицах лидеров игры.
Помимо развития своей империи, игрок также в праве захватывать города вражеских племён, постепенно уничтожая их. Происходит это при помощи отрядов. Они обучаются в городах игрока, а также других племён. Прежде, чем захватить вражеский город, нужно пробиться к нему своими отрядами, а после встать на него. На следующий ход будет возможно захватить этот город.
Игра поделена на режимы, в каждом из которых своя цель. В режиме «Совершенство» цель игрока заключается в том, чтобы набрать как можно больше очков за 30 ходов. Режим «Превосходство» предназначен для полного истребления своих противников, а в творческом режиме игрок спокойно может поставить размер карты вне зависимости от того, сколько племён будет в игре, а также полностью отключить противников, но счёт в этом режиме не будет занесён в таблицы лидеров.
Помимо одиночного режима в игре представлен и многопользовательский. Он существует как в качестве локального мультиплеера, так и в качестве глобального. Для мультиплеера были созданы свои собственные режимы: «Слава», где надо набрать 10 000 очков, а также «Могущество», где необходимо захватить все столицы. Разница между «Могуществом» и «Превосходством» в том, что в «Превосходстве» необходимо уничтожить племена до конца, а в «Могуществе» надо лишь захватить столицы этих племён.

## Инициативы в защиту природы
Заработки с продажи игрового племени «Zebasi» инвестируются в солнечную энергетику шведской компании Trine c февраля 2019. Midjiwan AB инвестировала €50,000 в июле 2019 и €100,000 в июле 2020.
Midjiwan AB пожертвовала средств в поддержку своих усилий по восстановлению лесов.